# Kurganiec-25
Kurganiec – rodzina gąsienicowych wozów bojowych (średnia platforma gąsienicowa) opracowana w Rosji na początku XXI wieku. Konstrukcja opracowana i sprawdzona jednak, ze względów ekonomicznych, dopiero latem 2018 poinformowano o zamówieniu pierwszej, przedseryjnej produkcji, dla jednostek wojskowych.

## Konstrukcja
Pojazd gąsienicowy, o sylwetce przypominającej CV90. Silnik z przodu kadłuba, przesunięty na prawo. Podstawowa wersja ma siedem kół nośnych i trzy rolki podtrzymujące dla każdej gąsienicy. Koła napędzające z przodu.  Zaprojektowano również wersje z 6 i 5 kołami nośnymi.
Pojazd wyposażony ma być w pomocniczy agregat prądotwórczy.
Zaprezentowano modele z dwoma wariantami przedziału załogi. W pierwszym kierowca siedzi obok przedziału silnika, a za nim dowódca i operator uzbrojenia. W drugiej wersji wszyscy trzej siedzą obok siebie, mając indywidualne włazy z zestawem peryskopów.
Z przodu kadłuba zamontowano falochron i lekki lemiesz.
Przedział desantu, zajmujący środek i tył pojazdu ma tylną rampę. W niektórych wersjach także włazy w stropie. Wąski korytarzyk łączy go też z przedziałem kierowcy.

## Przewidywane wersje
1. Bojowy wóz piechoty – podstawowa wersja z przedziałem desantu na 8 osób i wieżą z zamontowanymi: armatą kalibru 100 mm, z możliwością wystrzeliwania przeciwpancernych pocisków kierowanych oraz szybkostrzelną armatą kalibru 30 mm. W przedziale desantu znajduje się osiem indywidualnych siedzeń, podwieszonych pod stropem, wyposażonych w podnóżki i zagłówki. Żołnierze siedzą tyłem do ścian. Nie przewidziano otworów strzelniczych ani obserwacyjnych.
2. Wóz rozpoznania, wyposażony w mniejszą wieżę, zdalnie sterowaną i umieszczoną bardziej z tyłu kadłuba. W wieży wielkokalibrowy karabin maszynowy 12,7 mm. Operatorzy sprzętu mają stanowiska w przedniej części przedziału bojowego i osobne włazy z peryskopami.
3. Bojowy wóz piechoty (Bajkał) z armatą kalibru 57 mm[2]
4. Wóz rozpoznania radioelektronicznego (Pałantin-P) wyróżniający się dużą liczbą anten.
5. Wóz dowodzenia (prawdopodobnie na szczeblu batalionu) w przedziale desantowym ma trzy stanowiska robocze z wielofunkcyjnymi monitorami oraz dodatkowe miejsca dla dwóch pasażerów.
6. Lekkie działo samobieżne z haubicą kalibru 100-122 mm.
7. Wóz wsparcia ogniowego z armatą kalibru 125 mm, zewnętrznie lawetowaną.
8. Artyleryjski zestaw przeciwlotniczy z armatą kalibru ok. 60 mm.
9. Wóz zabezpieczenia technicznego.
10. Wóz rozpoznania skażeń.
11. Rakietowy zestaw przeciwlotniczy.
12. Rakietowy zestaw przeciwpancerny.